# Cholet
Cholet es una ciudad francesa del departamento de Maine y Loira, en la región del País del Loira. Perteneciente al distrito de Cholet, cuenta con una población de 56 761 habitantes.

## Demografía[1]
| 8 444 | 4 709 | 4 746 | 4 865 | 8 413 | 8 895 | 8 413 | 10 385 | 11 775 | 12 735 | 13 360 | 13 552 | 14 288 | 15 916 | 16 855 | 16 891 | 17 844 | 19 352 | 20 427 | 21 058 | 19 542 | 20 482 | 21 711 | 23 385 | 26 086 | 29 358 | 36 565 | 41 766 | 52 976 | 55 524 | 55 132 | 54 204 | 56 761 | 54 371 |
| Para los censos de 1962 a 1999 la población legal corresponde a la población sin duplicidades (Fuente: INSEE [Consultar]) |       |       |       |       |       |       |        |        |        |        |        |        |        |        |        |        |        |        |        |        |        |        |        |        |        |        |        |        |        |        |        |        |        |

## Deporte
Cuenta con un equipo profesional de baloncesto, el Cholet Basket. El Gran Premio Cholet-Pays de Loire es una carrera ciclista disputada en Cholet.

## Ciudades hermanadas
- Denia (España)
- Oldenburg (Alemania)
- Sao (Burkina Faso)
- Dorohoï (Rumanía)
- Solihull (Reino Unido)
- Araya (Líbano)
- Condado de Bas-Richelieu (Canadá)